# Henryk Wróbel (językoznawca)
Henryk Wróbel (ur. 20 maja 1934 w Walichnowach) – językoznawca, slawista. Od 1987 profesor. W latach 1959–1984 i 1998–2004 pracownik naukowy Uniwersytetu Śląskiego (do 1968 WSP w Katowicach, w latach 1981–1984 dyrektor Instytutu Języka Polskiego). W latach 1984–1999 pracownik Instytutu Języka Polskiego PAN w Krakowie, od 1987 – dyrektor Instytutu Filologii Słowiańskiej Uniwersytetu Jagiellońskiego. Autor prac z zakresu morfologii i składni języków zachodniosłowiańskich, głównie języka polskiego.